# Martine Franck
Pour les articles homonymes, voir Franck.
Martine Franck, née le 2 avril 1938 à Anvers et morte le 16 août 2012 à Paris 15e, est une photographe belge.
Elle s'est focalisée notamment sur des portraits d'artistes et d'écrivains mais aussi sur des thèmes tels que la vieillesse et la solitude ou encore l’Asie et le bouddhisme. Elle travaille essentiellement en noir et blanc, sauf quand elle photographie le travail de compagnies théâtrales.
Après être passée dans les années 1970 par l'agence VU et avoir été l'une des cofondatrices de l'agence Viva, elle rejoint en 1983 l'agence Magnum Photos.

## Biographie

### Enfance et formation
Née en 1938 à Anvers en Belgique, issue d'une famille de collectionneurs de peinture,, Martine Franck passe son enfance aux États-Unis et en Angleterre.  Elle fait une partie de ses études entre les Etats-Unis et la Suisse où elle rencontre Ariane Mnouchkine qui s'impose comme une figure du théâtre français. Elle étudie ensuite l'histoire de l'art à l'université de Madrid (1956-1957) puis à l'École du Louvre (1958-1962) où elle soutient sa thèse consacrée à "Sculpture et Cubisme : 1907-1915". Elle a alors l'idée de travailler pour des musées. Elle voyage en 1963 en Extrême-Orient  avec Ariane Mnouchkine, son amie d'enfance et y fait ses premiers pas de photographe. Elle publiera ses récits de voyage dans Eastern Horizon à Hong Kong.
Elle montre ces photographies au bureau de Time–Life à Paris, puis y travaille comme assistante des photographes Eliot Elisofon et Gjon Mili. En 1964, elle devient la photographe officielle de la compagnie du Théâtre du Soleil de son amie Ariane Mnouchkine. Elle s'intéresse dès ses débuts aux créations de cette compagnie.
Elle rencontre Henri Cartier-Bresson en 1966 lors de la couverture pour The New York Times des défilés de mode à Paris. Ils se marient en 1970 mais, contrairement à son époux, elle ne s'intéresse pas aux reportages d'actualité et travaille peu avec la presse. Elle dresse le portrait d'artistes et d'écrivains, mais photographie aussi les paysages, l'hiver, les horizons brumeux ,etc..
Elle rejoint en 1970 l'agence VU avant de devenir l'une des cofondatrices, avec sept autres photographes, de l'agence Viva en 1972. En 1979, elle quitte Viva pour se consacrer à un livre, Le Temps de vieillir. Au début des années 1980, elle devient membre de l'agence Magnum Photos. Cet ouvrage attire l'attention de l'association des Petits Frères des pauvres. Elle va ensuite travailler à plusieurs reprises avec eux sur les thèmes de la solitude, de l'exclusion, de la vieillesse.
Durant les années 1980, elle s'investit dans des actions sociales avec la création d'un projet en 1983 pour le ministère délégué aux Droits de la femme.
Elle part sur l'île de Toraigh en 1993 pour étudier les anciennes communautés gaëliques puis au Tibet et au Népal avec l'aide de Marilyn Silverstone pour effectuer un reportage sur le système éducatifs des moines Tulku. Défendant la cause tibétaine, elle adhère avec son mari au Comité de soutien au peuple tibétain dès sa fondation en 1987.
Elle contribue de façon majeure à créer et financer la Fondation Cartier-Bresson, ouverte en 2003. En 2003-2004, elle mémorise (en couleur) le travail du metteur en scène Bob Wilson sur les Fables de La Fontaine à la Comédie-Française.
Martine Franck meurt à 74 ans, le 16 août 2012 à Paris. Ses obsèques ont eu lieu le 18 août 2012 dans le village de Montjustin dans le Luberon où son mari Henri Cartier-Bresson est enterré.

## Expositions
Liste non exhaustive
- 1977 : 19 octobre - 21 novembre, Quartier Beaubourg : Saint-Jacques, Saint-Martin, Saint-Merri, Centre Georges-Pompidou et Église Saint-Merri, Paris ; l'exposition inclut un reportage photographique Martine Franck sur le quartier, commandé par le Centre Georges-Pompidou[10].
- 1980 : « La vie et la mort », Rencontres de la photographie d'Arles.
- 2002 : « Martine Franck, photographe », Musée de la Vie romantique, Paris.
- 2004 : Rencontres de la photographie d'Arles.
- 2011 : « Venus d'ailleurs », Maison européenne de la photographie, Paris
- 2018 - 2019 : Fondation Henri-Cartier-Bresson, Paris[11].
- 2019, 20 février - 5 mai  : Martine Franck, Musée de l'Élysée, Lausanne.

## Publications
Liste non exhaustive
- 1978 : Les Lubérons, Le Chêne, texte d'Yves Berger  (ISBN 2851081845)
- 1980 : Le Temps de vieillir, coll. « Journal d'un voyage », Filipacchi-Denoël
- 1988 : De Temps en Temps, préface de Claude Roy, Paris, Les Petits frères des Pauvres, 84 p.
- 1995 : Collège de France : figures et travaux, Imprimerie nationale / éditions Paris audiovisuel  (ISBN 2743300426)
- 1998 : D'un jour, l'autre, Le Seuil, 164 p.  (ISBN 2020347717)
- 2000 :
  - Tory Island Images, 96 p.  (ISBN 0863275613)
  - Tibetan Tulkus: Images of Continuity, 84 p.  (ISBN 0952099284)
- 2002 : Martine Franck, photographe, catalogue de l'exposition au Musée de la vie romantique, Paris, textes de Gérard Macé et Daniel Marchesseau, 141 p.  (ISBN 2876603462)
- 2005 : Euro Visions, catalogue de l'exposition collective à Beaubourg, 207 p.  (ISBN 2844262937)
- 2007 : Martine Franck, introduction d'Annick Cojean , Actes Sud, coll. « Photo poche », 144 p.  (ISBN 9782742767250)
- 2024 : Martine Franck  (préf. Ariane Mnouchkine), t. 77, Reporters sans frontières (RSF) / édition illustrée, coll. « 100 photos pour la liberté de la presse », 7 novembre 2024, 144 p. (ISBN 978-2362201011)[12].